# オレンジ9mm
オレンジ9mm（オレンジ・ナインミリミーター、Orange 9mm）は、チャカ・マリクを中心として1994年にアメリカ合衆国ニューヨークで結成されたラップメタル・バンド。
2000年に解散したが、2024年に再結成した。

## メンバー

### 現在のメンバー
- チャカ・マリク (Chaka Malik) − ボーカル (1994年-2000年、2024年- )
- テイラー・マクラム (Taylor McLam) − ベース (1996年)、ギター (1996年-2000年、2024年- )
- コリー・ボンフィリオ (Cory Bonfiglio) − ベース (2024年- )
- クリス・エンリケス (Chris Enríquez) − ドラムス (2024年- )

### 元メンバー
- クリス・トレイナー (Chris Traynor) − ギター (1994年-1996年)
- エリック・ライス (Eric Rice) − ベース (1994年)
- ラリー・ゴーマン (Larry Gorman) − ドラムス (1994年)
- ダヴィデ・ジェンティーレ (Davide Gentile) − ベース (1994年-1996年)
- マシュー・クロス (Matthew Cross) − ドラムス (1994年-2000年)
- クリス・ヴィタリ (Chris Vitali) − ベース (1996年-1998年)
- グレッグ・エッケルマン (Greg Eckelman) − ベース (1999年-2000年)
- アレックス・ボンジョルノ (Alex Bongiorno) − ギター (1999年)
- ダン・スペルマン (Dan Spellman) − ギター (1999年-2000年)

## ディスコグラフィ

### スタジオ・アルバム
- 『ドライヴァー・ノット・インクルーデッド』 - Driver Not Included (1995年)
- Tragic (1996年)
- Pretend I'm Human (1999年)

### EP
- Orange 9mm (1994年)
- Ultraman Vs. Godzilla (1998年)